# Lordpecsétőr
A lordpecsétőr (angolul: Lord Privy Seal vagy Lord Keeper of the Privy Seal, a. m. az uralkodó magánpecsétjének őrzője) az ötödik a nagy állami hivatalnokok közül az Egyesült Királyságban, a lordtanácselnök alatt és a Anglia főkamarása (Lord Great Chamberlain) fölött. A hivatal egyike a hagyományos állami szinekúráknak. Eredetileg a hivatal viselőjének volt a felelőssége az uralkodó személyes („privy”) pecsétje (szemben az Állam nagypecsétjével, melyre a lordkancellár (Lord Chancellor) vigyáz). Ma a hivatal viselője mindig kap egy széket a kabinetben.
Bár az egyik legrégebbi kormányzati hivatal, mára nincs semmilyen funkciója, ezért általában egyfajta tárca nélküli miniszterségként használják. Clement Attlee miniszterelnöksége óta a Lord Privy Seal pozícióját gyakran kombinálták a parlament alsó- vagy felsőházának vezetőjével.

## Fordítás
- Ez a szócikk részben vagy egészben  a   Lord Privy Seal című angol Wikipédia-szócikk ezen változatának fordításán alapul.  Az eredeti cikk szerkesztőit annak laptörténete sorolja fel. Ez a jelzés csupán a megfogalmazás eredetét és a szerzői jogokat jelzi, nem szolgál a cikkben szereplő információk forrásmegjelöléseként.